# 于会怀
于会怀（1958年4月—），辽宁辽中人。初中学历。
任辽宁省沈阳市辽中县淮海农场场长。
2016年1月8日，辽宁省第十二届人大常委会第二十三次会议补选为第十二届全国人民代表大会代表。